# Włodzimierz Zagórski (biochemik)
Włodzimierz Wiktor Maria Zagórski-Ostoja (ur. 22 grudnia 1939 w Warszawie, zm. 19 lutego 2015) – polski biochemik i biolog molekularny, specjalizujący się w wirusologii molekularnej, współtwórca pierwszych polskich programów genomicznych.

## Życiorys
Jego rodzicami byli Maryna i Jerzy Zagórscy. W 1963 ukończył studia na Wydziale Biologii Uniwersytetu Warszawskiego, tam w 1968 obronił pracę doktorską. Od 1968 pracował jako adiunkt w Instytucie Biochemii i Biofizyki PAN, w 1972 mianowany docentem, w 1981 dyrektorem naukowym. W 1983 habilitował się, w 1986 mianowany profesorem nadzwyczajnym, w 1991 profesorem zwyczajnym. W latach 1990–2007 był dyrektorem Instytutu. Był także przewodniczącym Komisji Nauki Polskiego Komitetu UNESCO (od 1991), od 1992 członkiem korespondentem Polskiej Akademii Umiejętności
W swojej pracy naukowej zajmował się m.in. badaniami nad mechanizmami i regulacją syntezy białek RNA fagów, translacją i ekspresją genetyczną wirusów roślinnych, badaniami budowy genomów wirusów ziemniaczanych, sekwencjonowaniem dużych odcinków genomu drożdży.
Jego żoną była Anna Micińska.

## Nagrody i odznaczenia
- Nagroda Państwowa I stopnia (1978)
- Krzyż Oficerski Orderu Odrodzenia Polski (2002)[1]
- Krzyż Kawalerski Orderu Odrodzenia Polski (1995)[2]
- Krzyż oficerski l'ordre national du Mérite (1995)
- Nagroda im. Jakuba Parnasa Polskiego Towarzystwa Biochemicznego (1997)
- Medal PAN im. Mikołaja Kopernika (2008)
- Kawaler Orderu Palm Akademickich (2012)